# Door Kickers: Action Squad
Door Kickers: Action Squad — 2D шутер, разработанный румынскими студиями разработчиков PixelShard и KillHouse Games, а также изданный студией KillHouse Games. Вышел в ранний доступ 17 ноября 2017 года, 10 сентября 2018 года вышел на платформу Steam, 25 июля 2019 года был обновлён до полной версии, а 25 сентября 2021 года вышло первое DLC для этой игры, под названием «Professionals Abroad». По счёту эта вторая игра серии Door Kickers.

## Геймплей
| Системные требования | Системные требования                | Системные требования                |
| -------------------- | ----------------------------------- | ----------------------------------- |
|                      | Минимальные                         | Рекомендуемые                       |
| Windows              |                                     |                                     |
| ОС                   | Windows Vista                       | Windows 7                           |
| ЦПУ                  | Процессор с тактовой частотой 1 ГГц | Процессор с тактовой частотой 2 ГГЦ |
| Объём ОЗУ            | 512 МБ                              | 1 ГБ                                |
| Место на диске       | 100 МБ                              | 100 МБ                              |
| Видеокарта           | Видеокарта, имеющая 128 MБ памяти   | Видеокарта, имеющая 512 MБ памяти   |

Действие игры происходит в вымышленном городе Ноуэр Сити, где вам под управление попадает местный отряд SWAT, которому предстоит выполнять различные опасные задачи и миссии. Вы отправитесь на покорение огромного открытого для исследований мира, где будете сокрушать толпы соперников. Но прежде чем сразиться с врагом надо не забывать о тактическом планировании своих действий и разработки правильной стратегии, которая будет выигрышная в любых вариантах. Перед тем, как приступить к совершению нового задания, необходимо запастись боеприпасами и самым мощным оружием, которое, несомненно, пригодится в сражении с тем или иным врагом. Старайтесь освоить владение разными типами оружия, ведь каждое из них подойдёт определённому противнику и убьёт его в два счета – так, пистолет Five-SeveN хорошо пробивает броню, но слаб против незащищённых врагов – в то же время с M1911 обратная ситуация. Старайтесь находить укрытия, которые позволят вам выкроить время для следующего сражения.

## Состав отряда SWAT
Отряд за который вам придётся играть состоит из 6 членов команды:
Штурмовик - парень, имеет среднюю огневую мощь и среднюю точность на расстоянии, но приходится следить за отдачей. Рекомендуется стрелять одиночными.
Бричер - парень, вооружен дробовиками с разрушительной огневой мощью вблизи и может выстрелом вблизи разрушать двери, однако разброс дроби может легко убить заложников.
Щит - девушка, защищена от пуль и взрывов спереди щитом, но вооружена только пистолетом и уязвима в рукопашном бою.
Агент Ферги - девушка, имеет высокий урон и способна уклоняться от пуль перекатами, но в арсенале, как и у Щита, имеются исключительно пистолеты и револьверы. Помимо перекатов, отличается от остальных тем, что использует нож в ближнем бою.
Разведчик - парень, бесшумный и быстрый, повышает урон товарищей по команде подсвечивая врагов, но имеет слабую броню и оружие.
Коп в отпуске  - парень, "гремучая смесь объедков, дорогой охотничьей экипировки и угрюмых фразочек", но в арсенале имеет всего 3 вида оружия и крайне малый запас брони.

## Миссии
Сюжета, как такового, в этой игре нет, однако имеется 7 глав (8 с DLC "Professionals abroad"), в каждой главе меняется задний фон, символизируя смену локации.  Каждая глава состоит из 12 миссий, которые могут быть следующих типов:
Спасение заложников — главной целью является спасение заложников, при смерти всех заложников уровень будет провален. За стрельбу по заложникам игрок сам получает урон. При смерти заложника, если остальные ещё живы, уровень можно пройти, однако игрок получит лишь две звезды из трёх.
Зачистка объекта — главной целью является устранение всех противников на уровне.
Ордер на арест — главной целью является арест специального противника, который не враждебен. При его убийстве уровень будет провален. Может комбинироваться со "Спасением заложников".
Обезвреживание бомбы — главной целью является обезвреживание бомбы, которая располагается либо в заранее указанном месте, либо в случайно выбранном из возможных. До обезвреживания бомбы на уровне идёт таймер, при достижении нуля уровень будет провален. Может комбинироваться со "Спасением заложников".
```
За прохождение всех миссий на 100% вы получите 252 звезды.
```

## Режимы
Помимо вышеуказанного классического режима, в игре также присутствуют ещё два:
Бесконечная башня – как понятно из названия, бесконечный режим. Уровень представляет из себя небоскрёб, каждый из этажей которого игрок должен пройти насквозь, чтобы подняться на следующий. Кроме первого этажа, противники и заложники появляются случайно. В отличие от классического режима, очки начисляются только за освобождение заложников, но не за убийство врагов.
Нападение зомби – уровни представляют из себя уровни из классического режима, на которых в определенных местах появляется "могилы", генерирующие уникальных врагов – зомби. Зомби имеют несколько видов и враждебны как к игроку, так и к стандартным врагам-людям, что игрок может использовать в свою пользу. На уровнях с заложниками один или несколько заложников также могут оказаться зомби.

## Саундтреки
На данный момент в игре существует 12 саундтреков в исполнении Гэвина Харрисона (барабанщика) и Лорензо де Фео (гитариста).
Список саундтреков:
| №   | Название                 | Длительность |
| --- | ------------------------ | ------------ |
| 1.  | «Groove Overlord»        | 2:55         |
| 2.  | «Patrol Duty»            | 2:04         |
| 3.  | «To Happy Ends»          | 2:33         |
| 4.  | «Stakeout»               | 2:27         |
| 5.  | «Night Call»             | 3:36         |
| 6.  | «Training Day (Montage)» | 2:45         |
| 7.  | «Ready to Roll»          | 2:44         |
| 8.  | «Cartel Territory»       | 2:11         |
| 9.  | «Day to Night»           | 3:20         |
| 10. | «On Vacation»            | 2:40         |
| 11. | «Word on the Street»     | 2:46         |
| 12. | «Action Squad»           | 3:12         |

## Отзывы и критика
«Door Kickers: Action Squad is like a 2-player 2D Rainbow Six Siege.» — PC Gamer
«The BEST SWAT TEAM Simulator EVER!» — Blitz
«Tons of variety, co-op play, never dull gameplay.» 9/10 — Hooked Gamers
| Сводный рейтинг       | Сводный рейтинг             |
| Агрегатор             | Оценка                      |
| --------------------- | --------------------------- |
| Metacritic            | (PS4)78/100 (NSwitch)77/100 |
| Русскоязычные издания |                             |
| Издание               | Оценка                      |
| Riot Pixels           | 78 %                        |

## Награды
Indie Game Awards MomoCon Winner
Best Audio C.E.E.G.A. Nominee
Official Selection Indie Mega Booth Pax East Showcase 2018
Official Selection Indie Arena Booth 2018 Gamescom Showcase